# 김세진 (1965년)
김세진(金世鎭, 1965년 2월 20일 ~ 1986년 5월 3일)은 분신 자살한 대한민국의 학생운동가, 반전평화운동가이며 서울대학교에서 학생회 간부로 활동하였다. 전방입소 거부 투쟁의 선봉에 서서 활동하였으며, 86년 5월 군(軍) 전방입소 거부와 주한미군 철수, 미군 군사기지화에 반대하여 항의하다가 이재호와 함께 분신자살하였다. 충청북도 출신이다.

## 생애

### 학생 운동과 반전 운동
김세진은 충청북도 충주에서 태어났으며, 1983년에 경복고등학교를 졸업하고 서울대학교 자연대학 미생물학과에 입학했다. 1986년에 자연대 학생회장이 되었으며, 그해 4월 28일에 동료 학생 운동가인 이재호와 신림동 네거리에서 “전방입소 전면 거부 및 한반도 미제 핵기지화 결사 저지”를 외치며 분신했다. 그는 군대 전방입소 거부 운동과 반전 평화운동을 해 왔다.

### 전방입소 거부 운동과 반미 운동
1986년 4월 27일 밤 9시30분 경 모임에 참석한 학생운동가들은 그해 봄 벌인 ‘군 전방입소 거부투쟁’에 대해 냉정한 평가를 내렸다. 잇따른 농성 기도가 실패로 끝나 분위기는 침울했고, 이튿날로 예정된 전방입소에 맞춰 거리시위를 벌이는 것으로 투쟁을 마무리짓기로 했다. 전방입소 거부운동의 마지막 시위 장소는 신림사거리 부근 가야쇼핑 앞 거리로 정해졌다. 현장 책임은 자연대 학생회장 김세진에게 위임되었다.
총학생회장 김지용의 수배로 김세진이 맡아온 대외연락 총괄업무는 이정승에게 넘겨졌다. 얘기를 끝낸 이들은 흑석동 시장통의 허름한 포장마차에서 ‘이별’의 소주잔을 기울였다. 구속을 각오하고 시위를 주도하였다.
1986년 4월28일 오전 9시께. 서울 신림사거리에서 보라매공원 쪽으로 100여m 떨어진 버스 정류장 부근에서 400여 명의 대학생들이 거리시위를 벌이기 시작했다. 서로의 팔짱을 낀 채 삽시간에 인도와 차도를 점거한 젊은이들은 “반전반핵 양키고홈” “미제의 용병교육 전방입소 반대”를 외쳤다. 시위대의 눈길은 길가 3층 건물 옥상에서 핸드 마이크를 들고 쩌렁쩌렁 구호를 선창하고 있는 두 젊은이에게 고정되었다. 이때 김세진과 함께 연단에 선 이는 당시 서울대 ‘전방입소 훈련 전면 거부 및 한반도 미제 군사기지화 결사저지를 위한 특별위원회’ 공동부위원장을 맡았던 이재호(23)였다.
거리시위를 시작한 지 5분 후 달려온 전경과 백골단이 시위대를 에워싸고 끌어내기 시작했다. 일부 경찰병력은 시위를 주도하고 있던 두 학생을 붙잡기 위해 건물 옥상을 뛰어올랐다. 잠시 뒤 ‘펑’ 하는 소리와 함께 두 학생이 시야에서 사라지더니, 그중 한 학생이 비틀거리며 다시 나타나 팔뚝을 흔들며 구호를 외치기 시작했다. 불길에 휩싸인 그의 몸에선 아지랑이가 피어올랐다.
“시너를 사가겠다는 말을 들었기 때문에 순간적으로 ‘아, 저게 분신이구나’ 하는 생각이 들었다. 세진이는 등 쪽에서 불길이 타오르는 상황에서 주먹을 쥐고 구호를 외쳤다. 이상하게 눈물도 나오지 않았다.”

### 죽음
이미 그는 분신 이틀 전인 1986년 4월26일 부모님께 보낸 편지. 그는 전방입소 반대시위로 구속될 각오를 하고, 구치소로 이송되면 다시 편지하겠다고 썼다.
심각한 화상을 입은 김세진은 바로 병원으로 옮겨졌으나 5월 3일 사망하였다. 사망 당시 그의 나이 22세였다. 1990년 8월 15일 조선민주주의인민공화국에서 조국통일상이 추서되었다.

## 사후
김세진·이재호의 장례식은 삼엄한 경비 아래 치러졌다.

## 가족 관계
- 아버지 : 김재훈[4] (1936년 ~ 2020년 12월 1일)
- 어머니 : 김순정

## 문학 속의 김세진
| “ | 계명산에서 내려온 푸른 구렁이가 밤마다 품안으로 기어드는 꿈을 꾸고서 김세진군을 낳았대서일까 … 노루목이며 탄금대며 호암지에서 내가 본 것은 푸른 구렁이들뿐이다 온몸이 시커먼 독으로 덮여 새파란 불을 뿜는 푸른 구렁이들뿐이다 | ” |
|   | — 신경림.〈푸른 구렁이〉,《길》(창작과비평사, 1990) |   |

## 같이 보기
| - 서울대학교 - 강경대 - 전태일 - 조국통일상 - 반전 반제 운동 - 반미주의 - 문익환 - 임수경 - 이한열 - 윤치호 - 자살 - 주체사상파 - 박홍 - 선우휘 | - 반미 감정 - 리영희 - 강정구 - 서중석 - 강준만 - 송두율 - 진중권 - 유시민 - 한홍구 - 국민승리 21 - 청년진보당 - 사구체 논쟁 - 삼민투 - NLPDR | - 부산 미국문화원 방화사건 - 동의대 사건 - 제5공화국 - 민족 해방 - 김상진 - 계훈제 - 한국의 통일 운동 |